# قائمة مستشفيات الكويت
القائمة التالية تتضمن أسماء مستشفيات في دولة الكويت ومكان وجودها:
| الاســم                                        | المحــافظــة        | نوع المستشفى | المدينــة           |
| ---------------------------------------------- | ------------------- | ------------ | ------------------- |
| المستشفى الأميري                               | محافظة العاصمة      | حكومي عام    | مدينة الكويت        |
| مستشفى الصباح                                  | محافظة العاصمة      | حكومي عام    | منطقة الشويخ        |
| مستشفى مبارك الكبير                            | محافظة حولي         | عحكومي ام    | منطقة الجابرية      |
| مستشفى العدان                                  | محافظة الأحمدي      | حكومي عام    | منطقة هدية          |
| مستشفى الفروانية                               | محافظة الفروانية    | حكومي عام    | منطقة صباح الناصر   |
| مستشفى الجهراء                                 | محافظة الجهراء      | حكومي عام    | منطقة الجهراء       |
| مستشفى جابر الأحمد                             | محافظة حولي         | حكومي عام    | منطقة الزهراء       |
| مستشفى جابر الأحمد للقوات المسلحة              | محافظة مبارك الكبير | عسكري        | المنطقة الوسطى      |
| مستشفى الرازي للعظام                           | محافظة العاصمة      | حكومي تخصصي  | منطقة الشويخ        |
| مستشفى ابن سينا                                | محافظة العاصمة      | حكومي تخصصي  | منطقة الشويخ        |
| مستشفى الأمراض السارية                         | محافظة العاصمة      | حكومي تخصصي  | منطقة الشويخ        |
| مستشفى الولادة                                 | محافظة العاصمة      | حكومي تخصصي  | منطقة الشويخ        |
| مستشفى الطب النفسي                             | محافظة العاصمة      | حكومي تخصصي  | منطقة الصليبيخات    |
| مستشفى الأمراض الصدرية                         | محافظة العاصمة      | حكومي تخصصي  | منطقة الصباح الصحية |
| مستشفى البحر للعيون                            | محافظة العاصمة      | حكومي تخصصي  | منطقة الصباح الصحية |
| مستشفى البابطين للحروق                         | محافظة العاصمة      | حكومي تخصصي  | منطقة الصباح الصحية |
| مستشفى زين للأنف والأذن والحنجرة               | محافظة العاصمة      | حكومي تخصصي  | منطقة الصباح الصحية |
| مستشفى حسين مكي جمعة للجراحات التخصصية (أورام) | محافظة العاصمة      | حكومي تخصصي  | منطقة الصباح الصحية |
| مستشفى الطب الطبيعي والتأهيل الصحي             | محافظة العاصمة      | حكومي تخصصي  | منطقة الصباح الصحية |
| مستشفى الأحمدي                                 | محافظة الأحمدي      | نفطي         | مدينة الأحمدي       |
| مستشفى السلام                                  | محافظة العاصمة      | خاص          | منطقة بنيد القار    |
| مستشفى السلام الدولي                           | محافظة الأحمدي      | خاص          | منطقة المهبولة      |
| مستشفى دار الشفا                               | محافظة العاصمة      | خاص          | منطقة شرق           |
| مستشفى دار الشفا الجديدة                       | محافظة حولي         | خاص          | منطقة النقرة        |
| مستشفى هادي                                    | محافظة حولي         | خاص          | منطقة الجابرية      |
| مستشفى الراشد                                  | محافظة حولي         | خاص          | منطقة السالمية      |
| مستشفى المواساة الجديدة                        | محافظة حولي         | خاص          | منطقة السالمية      |
| مستشفى طيبة                                    | محافظة مبارك الكبير | خاص          | منطقة صباح السالم   |
| مستشفى لندن                                    | محافظة الأحمدي      | خاص          | منطقة الفنطاس       |
| مستشفى كلنيك انترنشنال                         | محافظة حولي         | خاص          | منطقة السالمية      |
| مستشفى الصفاة الأمريكي                         | محافظة مبارك الكبير | خاص          | منطقة صباح السالم   |
| مستشفى الدولي                                  | محافظة حولي         | خاص          | منطقة السالمية      |
| مستشفى رويال حياة                              | محافظة حولي         | خاص          | منطقة الجابرية      |
| مستشفى سدرة                                    | محافظة الفروانية    | خاص          | منطقة الرقعي        |
| مستشفى السيف                                   | محافظة حولي         | خاص          | منطقة السالمية      |
| مستشفى الكويت                                  | محافظة مبارك الكبير | خاص          | منطقة صباح السالم   |